# Distrikt Anguía
Der Distrikt Anguía liegt in der Provinz Chota in der Region Cajamarca in Nordwest-Peru. Der Distrikt wurde am 16. Oktober 1933 gegründet. Er hat eine Fläche von 153 km². Beim Zensus 2017 wurden 3385 Einwohner gezählt. Im Jahr 1993 lag die Einwohnerzahl bei 4428, im Jahr 2007 bei 4244. Sitz der Distriktverwaltung ist die 2609 m hoch gelegene Ortschaft Anguía mit 410 Einwohnern (Stand 2017). Anguía liegt 25 km nordnordöstlich der Provinzhauptstadt Chota.

## Geographische Lage
Der Distrikt Anguía liegt in der peruanischen Westkordillere im Nordosten der Provinz Chota. Das Areal wird über den Río Silaco zum Río Marañón hin entwässert. Der Río de Huaranga fließt entlang der westlichen Distriktgrenze nach Norden zum Río Chilac, dieser wiederum entlang der nördlichen Distriktgrenze nach Osten. Der Río Tacabamba durchquert den zentralen Teil des Distrikts in nördlicher Richtung. Der Río Llaucano verläuft entlang der östlichen Distriktgrenze.
Der Distrikt Anguía grenzt im Nordosten an den Distrikt Socota (Provinz Cutervo), im Norden an den Distrikt San Luis de Lucma, im Osten an den Distrikt Chimban sowie im Süden und Südwesten an den Distrikt Tacabamba.